# Tandian (sockenhuvudort i Kina, Henan Sheng, lat 33,38, long 113,93)
Tandian är en sockenhuvudort i Kina. Den ligger i provinsen Henan, i den centrala delen av landet, omkring 160 kilometer söder om provinshuvudstaden Zhengzhou. Antalet invånare är 35 183. Befolkningen består av 17 719 kvinnor och 17 464 män. Barn under 15 år utgör 21,0 %, vuxna 15-64 år 67 %, och äldre över 65 år 11,0 %.
Runt Tandian är det tätbefolkat, med 530 invånare per kvadratkilometer. Närmaste större samhälle är Hexing, 17,7 km söder om Tandian. Trakten runt Tandian består till största delen av jordbruksmark.
Genomsnittlig årsnederbörd är 968 millimeter. Den regnigaste månaden är juli, med i genomsnitt 178 mm nederbörd, och den torraste är januari, med 9 mm nederbörd.